# Martina Grunert
Martina Grunert (n. 17 mai 1949, Leipzig, Zona de ocupație sovietică) este o înotătoare ce a reprezentat Germania, medaliată olimpică. A participat la 2 ediții ale Jocurilor Olimpice (1964, 1968) în care a câștigat o medalie de argint.